# La Milpa
La Milpa är en ort i Mexiko.   Den ligger i kommunen Villa García och delstaten Zacatecas, i den centrala delen av landet, 400 km nordväst om huvudstaden Mexico City. La Milpa ligger 2 128 meter över havet och antalet invånare är 173.
Terrängen runt La Milpa är platt åt sydväst, men åt nordost är den kuperad. Runt La Milpa är det ganska glesbefolkat, med 50 invånare per kvadratkilometer. Närmaste större samhälle är Villa García, 14,5 km nordväst om La Milpa. Omgivningarna runt La Milpa är i huvudsak ett öppet busklandskap.